# 欧洲E12公路

路線圖

欧洲E12公路（E12）是欧洲国际公路之一。欧洲E12公路起点是挪威的摩城，从北部穿过瑞典，终点是芬兰的赫尔辛基，全长910公里。
欧洲E12公路沿线穿过以下主要城市：

摩城 — 斯图吕曼 — 吕克瑟勒 — 于默奥 — 霍尔姆松德 — （渡船） — 瓦萨 — 坦佩雷 — 海门林纳 — 赫尔辛基

## 相关公路
欧洲E12公路和以下公路交叉：
| - 欧洲E6公路 — 在摩城交叉 - 欧洲E45公路 — 在斯图吕曼交叉 - 欧洲E4公路 — 在于默奥交叉 - 欧洲E8公路 — 在瓦萨和科斯岛交叉 |  | - 欧洲E63公路 — 在坦佩雷和托伊亚拉交叉 - 欧洲E18公路 — 在万塔交叉 - 欧洲E75公路 — 在赫尔辛基交叉 |

## 沿途风景

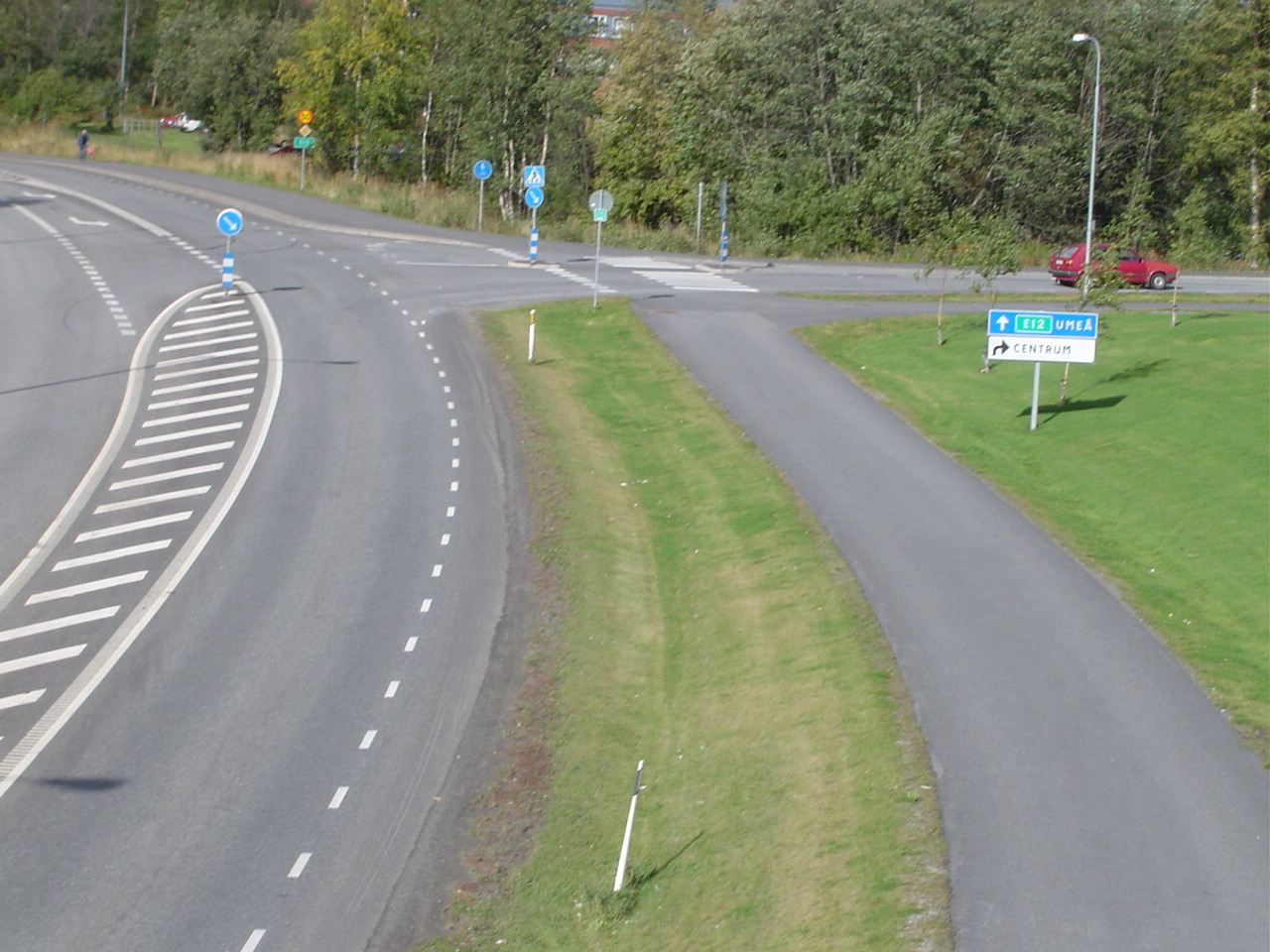
欧洲E12公路瑞典于默奥和霍尔姆松德路段之间
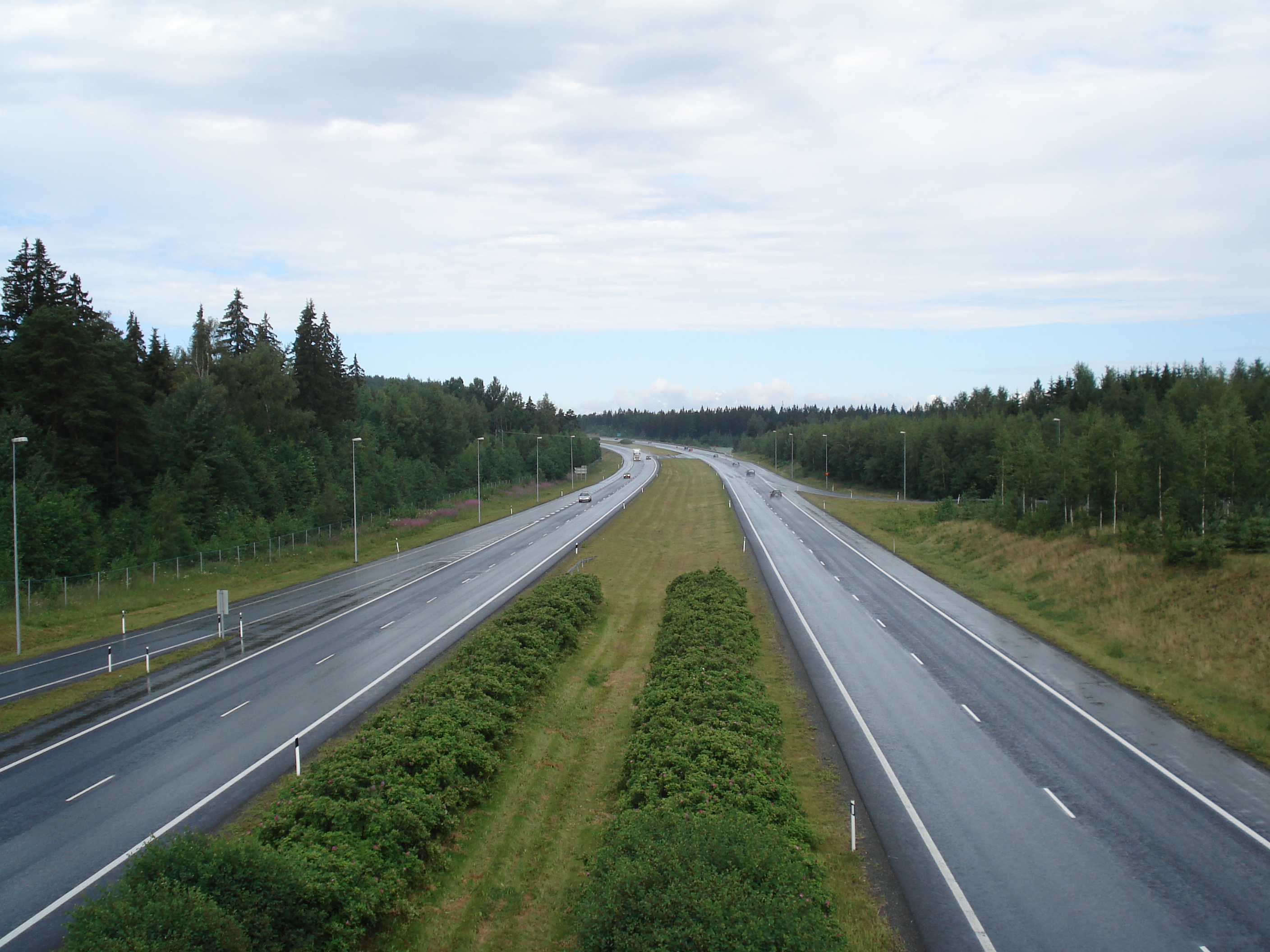
欧洲E12公路芬兰帕羅拉（英语：Parola）路段
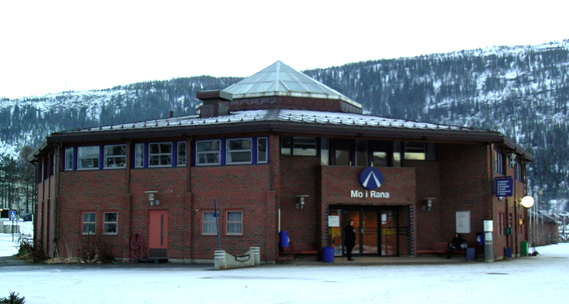
欧洲E12公路挪威摩城路段